# Nancy Kwan
Nancy Kwan (nascuda el 19 de maig de 1939) és una actriu nord-americana, que va tenir un paper molt important en l'acceptació d'actors d'origen asiàtic en els principals papers del cinema de Hollywood. Àmpliament elogiada per la seva bellesa, Kwan va ser considera un símbol sexual en la dècada de 1960.

## Biografia
Nancy va néixer a Hong Kong de pare cantonés, l'arquitecte Kwan Wing-hong, i mare escocesa, la modelo Marquita Scott. Els seus pares es van divorciar quan ella tenia dos anys. Durant la invasió japonesa de Hong Kong, el desembre de 1941, el pare de Kwan, que treballava per a la intel·ligència britànica, va fugir de la ciutat a peu al costat de Nancy i el seu germà, Ka-keung, i es van amagar a l'oest de la Xina. La família va tornar a Hong Kong al final de la Segona Guerra Mundial. Kwan després va estudiar a l'Escola Reial de Ballet a Anglaterra, actuant en El Llac dels Cignes i La Bella Dorment al Covent Garden. Va completar els seus estudis amb un certificat per ensenyar ballet.
Mentre estava a Anglaterra, el productor Ray Stark la va descobrir. En aquells moments, els personatges de cinema asiàtics, particularment aquells de papers protagonistes, eren interpretats sovint per actors blancs i actrius, utilitzant maquillatge per simular les característiques facials asiàtiques (com el cas de Jennifer Jones a "Love Is a Many-Splendored Thing").
No obstant això, als 20 anys, Kwan va rebre el paper de protagonista en la pel·lícula The World of Suzie Wong.
Va seguir el seu èxit en Flower Drum Song, i es va convertir en una de les actrius més visibles d'Euràsia. Es va convertir en una ícona d'estil per a la signatura Vidal Sasson que va vestir en la pel·lícula The Wild Affair. 
Va passar la dècada de 1960 protagonitzant diverses pel·lícules, com The Wrecking Crew i apareixent en sèries com Hawaii Five-O. Durant aquest temps, va anar canviant entre Estats Units i Europa.
Kwan es va casar amb l'instructor d'esquí austríac Peter Pock i va donar a llum a un fill, Bernhard Pock (Bernie), que va morir de SIDA als 33 anys el 1996 . Kwan va tornar a Hong Kong el 1972 per estar amb el seu pare críticament malalt. Després de la seva mort, es va casar amb el director-productor Norbert Meisel i va tornar als Estats Units.
Des del seu retorn als Estats Units el 1979, ha fet aparicions com convidada en diverses produccions televisives, com Kung Fu, The A-Team i ER. Ha aparegut en comercials de televisió des de 1990. Es va convertir en un nom familiar després d'aparèixer en diversos anuncis com els dels cosmètics Pearl Cream.
Avui dia, és políticament activa com la portaveu de la Coalició de Votants d'Àsia a Amèrica.

## Filmografia seleccionada
- The World of Suzie Wong (1960), amb William Holden
- Flower Drum Song (1961)
- The Main Attraction (1962)
- Tamahine (1963)
- The Wild Affair (1963)
- Fate Is the Hunter (1964)
- Lt. Robin Crusoe, O.S.N. (1966)
- The Girl Who Knew Too Much (1969)
- The Wrecking Crew (1969), amb Dean Martin i Elke Sommer
- The McMasters (1970)
- The Lady from Peking (1975)
- Night Creature (1977)
- Angkor: Cambodia Express (1982)
- Walking The Edge (1983)
- Noble House (1988)
- Miracle Landing (1990) (TV)
- Dragon: The Bruce Lee Story (1993)
- The Golden Girls (1995)
- Hollywood Chinese (2007)